# پائول هاوکینز (راننده مسابقه)
رابرت پائول هاوکینز (انگلیسی: Robert Paul Hawkins؛ زادهٔ ۱۲ اکتبر ۱۹۳۷ در ملبورن – درگذشتهٔ ۲۶ مهٔ ۱۹۶۹ در چشر، انگلستان) رانندهٔ مسابقات اتومبیل‌رانی اهل استرالیا بود. در سال ۱۹۶۹، هاوکینز در فهرست رانندگان رتبه‌دار فدراسیون بین‌المللی اتومبیل‌رانی قرار گرفت، این فهرست گروهی بود از رانندگانی که بر پایهٔ دستاوردهایشان در رتبهٔ بهترین‌ها در جهان قرار می‌گرفتند. هاوکینز در سال ۱۹۶۹ در اولتون پارک انگلستان بر اثر تصادف و آتش‌سوزی کشته شد.